# Anna Nicole Smith
Anna Nicole Smith (født 28. november 1967, død 8. februar 2007) var en amerikansk model, tv-personlighed og milliardærarving. Der er skrevet en opera over hendes liv.
Anna Nicole Smith blev først kendt som Playmate of the Year i Playboy 1993. Før jul samme år poserede hun som undertøjsmodel for kæden Hennes & Mauritz. Reklameplakaterne var særdeles populære nok især blandt mænd, og blev stjålet i stor stil. I løbet af sin tid som model, hvorunder hun også optrådte i stripklubber, mødte hun oliemiliardæren J. Howard Marshall, som hun indledte et forhold til. 27. juni 1994 blev parret gift; hun var 27 år og han 89. Lidt over et år senere døde Marshall, og Smith kom i juridisk slagsmål med Marshalls øvrige familie om arven. Ved hendes død var sagen uafklaret.
Ved siden af modelkarrieren forsøgte Smith sig uden større held som skuespiller. I stedet fik hun sit eget tv-show i form af en slags realityshow med hende selv i hovedrollen.
Gennem det meste at sit voksne liv lykkedes det hende med jævne mellemrum at holde sig i sladderpressens og paparazzifotografernes søgelys. I den sidste tid havde hun et forhold til sin advokat, Howard K. Stern. Den 7. september 2006 fødte hun en datter. Det blev først efter hendes død ved en retssag afgjort, at Larry Birkhead var faderen til datteren. Hun fik i 1986 en søn, der døde 20 år gammel, få dage efter hun havde født sin datter i 2006.

## Død
Der er for få eller ingen kildehenvisninger i denne artikel, hvilket er et problem. Du kan hjælpe ved at angive troværdige kilder til de påstande, som fremføres i artiklen.

Den 8. februar 2007 blev Anna Nicole Smith fundet bevidstløs på "Seminole Hard Rock Hotel and Casino" i Florida, og hun døde samme aften på Memorial Regional Hospital. Der har været en del spekulation over Annas død, men lægen, som obducerede hende mener, at hendes død skyldes blodforgiftning af en inficeret kanyle. Hun havde det dårligt, da hun ankom til hotellet, og hendes vagter sendte hende i seng, hvor hun kom til at tage en overdosis af sovepiller. Lægen fastslog, at hun ville være død også uden sovepillerne.
Efter hendes død er der dukket billeder op på internettet med hende liggende bevidstløs i  sengen med opkast ud over sig, og hvor hun er død og blålig.